# Premi Oscar 2005

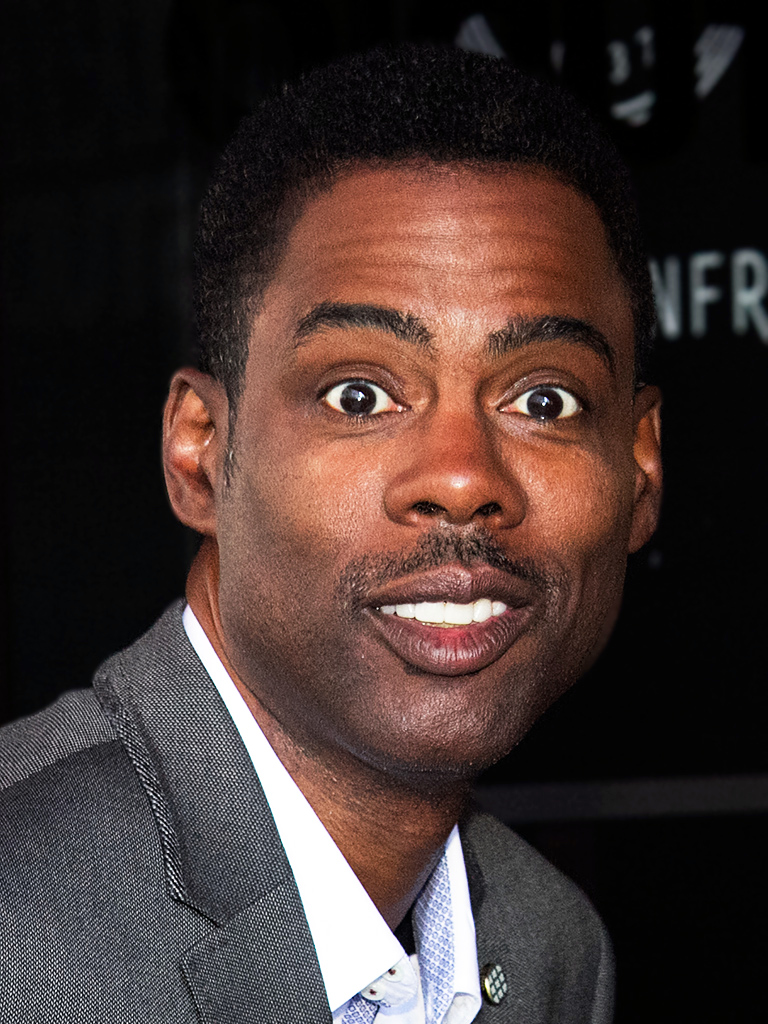
Chris Rock, conduttore della 77ª edizione degli Oscar

La 77ª edizione della cerimonia di premiazione dei Premi Oscar si è tenuta il 27 febbraio 2005 al Kodak Theatre di Los Angeles. Il conduttore della serata è stato il comico statunitense Chris Rock.
Le candidature dei film in concorso - che, in base al regolamento, sono stati immessi sul circuito cinematografico nell'anno precedente, il 2004 - erano state rese pubbliche il 25 gennaio 2005.
The Aviator di Martin Scorsese è il film che si è aggiudicato il maggior numero di statuette, cinque, ma il vero vincitore di questa edizione è stato Million Dollar Baby di Clint Eastwood che, nonostante si sia aggiudicato un premio in meno, ha vinto in quattro delle categorie più importanti: "miglior film", "miglior regia", "miglior attrice protagonista" (a Hilary Swank) e "miglior attore non protagonista" (a Morgan Freeman).
L'attore Jamie Foxx ha ricevuto la doppia nomination per i film Collateral e Ray, vincendo l'Oscar al miglior attore per quest'ultimo. Il regista Sidney Lumet ha ricevuto l'Oscar alla carriera.

## Vincitori e candidati
Vengono di seguito indicati in grassetto i vincitori.Ove ricorrente e disponibile, viene indicato il titolo in lingua italiana e quello in lingua originale tra parentesi.

### Miglior film
- Million Dollar Baby, regia di Clint Eastwood
- The Aviator, regia di Martin Scorsese
- Ray, regia di Taylor Hackford
- Sideways - In viaggio con Jack (Sideways), regia di Alexander Payne
- Neverland - Un sogno per la vita (Finding Neverland), regia di Marc Forster

### Miglior regia
- Clint Eastwood - Million Dollar Baby
- Martin Scorsese - The Aviator
- Taylor Hackford - Ray
- Alexander Payne - Sideways - In viaggio con Jack (Sideways)
- Mike Leigh - Il segreto di Vera Drake (Vera Drake)

### Miglior attore protagonista
- Jamie Foxx - Ray
- Don Cheadle - Hotel Rwanda
- Johnny Depp - Neverland - Un sogno per la vita (Finding Neverland)
- Leonardo DiCaprio - The Aviator
- Clint Eastwood - Million Dollar Baby

### Migliore attrice protagonista
- Hilary Swank - Million Dollar Baby
- Annette Bening - La diva Julia - Being Julia (Being Julia)
- Catalina Sandino Moreno - Maria Full of Grace
- Imelda Staunton - Il segreto di Vera Drake (Vera Drake)
- Kate Winslet - Se mi lasci ti cancello (Eternal Sunshine of the Spotless Mind)

### Miglior attore non protagonista
- Morgan Freeman - Million Dollar Baby
- Alan Alda - The Aviator
- Thomas Haden Church - Sideways - In viaggio con Jack (Sideways)
- Jamie Foxx - Collateral
- Clive Owen - Closer

### Migliore attrice non protagonista
- Cate Blanchett - The Aviator
- Laura Linney - Kinsey
- Virginia Madsen - Sideways - In viaggio con Jack (Sideways)
- Sophie Okonedo - Hotel Rwanda
- Natalie Portman - Closer

### Miglior sceneggiatura non originale
- Alexander Payne e Jim Taylor - Sideways - In viaggio con Jack (Sideways)
- Richard Linklater, Julie Delpy e Ethan Hawke - Before Sunset - Prima del tramonto (Before Sunset)
- David Magee - Neverland - Un sogno per la vita (Finding Neverland)
- Paul Haggis - Million Dollar Baby
- José Rivera - I diari della motocicletta (Diarios de motocicleta)

### Miglior sceneggiatura originale
- Charlie Kaufman, Michel Gondry e Pierre Bismuth - Se mi lasci ti cancello (Eternal Sunshine of the Spotless Mind)
- John Logan - The Aviator
- Keir Pearson, Terry George - Hotel Rwanda
- Brad Bird - Gli Incredibili - Una "normale" famiglia di supereroi (The Incredibles)
- Mike Leigh - Il segreto di Vera Drake (Vera Drake)

### Miglior film straniero
- Mare dentro (Mar Adentro), regia di Alejandro Amenábar (Spagna)
- As It Is in Heaven (Så som i himmelen), regia di Kay Pollak (Svezia)
- Les choristes - I ragazzi del coro (Les choristes), regia di Christophe Barratier (Francia)
- La caduta - Gli ultimi giorni di Hitler (Der Untergang), regia di Oliver Hirschbiegel (Germania)
- Yesterday, regia di Darrell James Roodt (Sudafrica)

### Miglior film d'animazione
- Gli Incredibili - Una "normale" famiglia di supereroi (The Incredibles), regia di Brad Bird
- Shrek 2, regia di Andrew Adamson, Kelly Asbury e Conrad Vernon
- Shark Tale, regia di Bibo Bergeron, Vicky Jenson e Rob Letterman

### Miglior fotografia
- Robert Richardson - The Aviator
- Zhao Xiaoding - La foresta dei Pugnali Volanti (十面埋伏, Shi mian mai Fu)
- Caleb Deschanel - La passione di Cristo (The Passion of the Christ)
- John Mathieson - Il fantasma dell'opera (The Phantom of the Opera)
- Bruno Delbonnel - Una lunga domenica di passioni (Un long dimanche de fiançailles)

### Miglior scenografia
- Dante Ferretti e Francesca Lo Schiavo - The Aviator
- Gemma Jackson e Trisha Edwards - Neverland - Un sogno per la vita (Finding Neverland)
- Rick Heinrichs e Cheryl Carasik - Lemony Snicket - Una serie di sfortunati eventi (Lemony Snicket's a Series of Unfortunate Events)
- Anthony Pratt e Celia Bobak - Il fantasma dell'opera (The Phantom of the Opera)
- Aline Bonetto - Una lunga domenica di passioni (Un long dimanche de fiançailles)

### Migliori costumi
- Sandy Powell - The Aviator
- Alexandra Byrne - Neverland - Un sogno per la vita (Finding Neverland)
- Colleen Atwood - Lemony Snicket - Una serie di sfortunati eventi (Lemony Snicket's a Series of Unfortunate Events)
- Sharen Davis - Ray
- Rob Ringwood - Troy

### Miglior trucco
- Valli O'Reilly e Bill Corso - Lemony Snicket - Una serie di sfortunati eventi (Lemony Snicket's a Series of Unfortunate Events)
- Keith VanderLaan, Christien Tinsley - La passione di Cristo (The Passion of the Christ)
- Jo Allen, Manolo García - Mare dentro (Mar Adentro)

### Migliori effetti speciali
- John Dykstra, Scott Stokdyk, Anthony LaMolinara e John Frazier - Spider-Man 2
- Tim Burke, Roger Guyett, Bill George, John Richardson - Harry Potter e il prigioniero di Azkaban (Harry Potter and the Prisoner of Azkaban)
- John Nelson, Andy Jones, Erik Nash, Joe Letteri - Io, Robot (I, Robot)

### Miglior montaggio
- Thelma Schoonmaker - The Aviator
- Jim Miller, Paul Rubell - Collateral
- Matt Chessé - Neverland - Un sogno per la vita (Finding Neverland)
- Joel Cox - Million Dollar Baby
- Paul Hirsch - Ray

### Miglior sonoro
- Greg Orloff, Bob Beemer, Steve Cantamessa e Scott Millan - Ray
- Tom Fleischman, Petur Hliddal - The Aviator
- Randy Thom, Gary Rizzo, Doc Kane - Gli Incredibili - Una "normale" famiglia di supereroi (The Incredibles)
- William B. Kaplan, Randy Thom, Tom Johnson, Dennis S. Sand - Polar Express (The Polar Express)
- Kevin O'Connell, Greg P. Russell, Jeffrey J. Haboush, Joseph Geisinger - Spider-Man 2

### Miglior montaggio sonoro
- Michael Silvers e Randy Thom - Gli Incredibili - Una "normale" famiglia di supereroi (The Incredibles)
- Randy Thom e Dennis Leonard - Polar Express (The Polar Express)
- Paul N.J. Ottosson - Spider-Man 2

### Migliore colonna sonora
- Jan A. P. Kaczmarek - Neverland - Un sogno per la vita (Finding Neverland)
- John Williams - Harry Potter e il prigioniero di Azkaban (Harry Potter and the Prisoner of Azkaban)
- Thomas Newman - Lemony Snicket - Una serie di sfortunati eventi (Lemony Snicket's a Series of Unfortunate Events)
- John Debney - La passione di Cristo (The Passion of the Christ)
- James Newton Howard - The Village

### Miglior canzone
- Al otro lado del río, musica e testo di Jorge Drexler - I diari della motocicletta (Diarios de motocicleta)
- Accidentally in Love, musica e testo dei Counting Crows - Shrek 2
- Believe, musica e testo di Glen Ballard e Alan Silvestri - Polar Express (The Polar Express)
- Learn to Be Lonely, musica di Andrew Lloyd Webber e testo di Charles Hart - Il fantasma dell'opera (The Phantom of the Opera)
- Vois Sur Ton Chemin, musica di Bruno Coulais e testo di Christophe Barratier - Les Choristes - I ragazzi del coro (Les Choristes)

### Miglior documentario
- Born Into Brothels (Born Into Brothels: Calcutta's Red Light Kids), regia di Zana Briski e Ross Kauffman
- La storia del cammello che piange (Die Geschichte vom weinenden Kamel), regia di Luigi Falorni e Davaa Bâmbasürėn
- Super Size Me, regia di Morgan Spurlock
- Tupac: Resurrection, regia di Lauren Lazin
- Twist of Faith, regia di Kirby Dick

Alcuni documentari importanti come il controverso Fahrenheit 9/11 di Michael Moore (già vincitore di questa categoria con Bowling a Columbine) e The Corporation di Joel Bakan, Mark Achbar e Jennifer Abbott non sono stati eleggibili nella categoria perché trasmessi in televisione prima della cerimonia, per volontà specifica dei loro autori, rinunciando in questo modo alla candidatura al premio.

### Miglior cortometraggio
- Wasp (Wasp), regia di Andrea Arnold
- Everything in This Country Must, regia di Colum McCann
- Little Terrorist, regia di Ashvin Kumar
- 7:35 de la mañana, regia di Nacho Vigalondo
- Two Cars, One Night, regia di Taika Cohen

### Miglior cortometraggio documentario
- Mighty Times: The Children's March, regia di Robert Houston
- Autism Is a World, regia di Gerardine Wurzburg
- The Children of Leningradsky, regia di Hanna Polak
- Hardwood, regia di Hubert Davis
- Sister Rose's Passion, regia di Oren Jacoby

### Miglior cortometraggio d'animazione
- Ryan, regia di Chris Landreth
- Birthday Boy, regia di Sejong Park
- Gopher Broke, regia di Jeff Fowler
- Guard Dog, regia di Bill Plympton
- Lorenzo, regia di Mike Gabriel

## Premi speciali

### Premio alla carriera
- Sidney Lumet, in riconoscimento dei suoi brillanti servizi alla sceneggiatura, alla recitazione e all'arte del cinema.

### Premio umanitario Jean Hersholt
- Roger Mayer